# Határhely
Határhely (1899-ig Granasztó, szlovákul: Hraničné, németül: Granzdorf) község Szlovákiában, az Eperjesi kerület Ólublói járásában.

## Fekvése
Ólublótól 10 km-re északra, a lengyel határ és a Poprád között fekszik.

## Története
1342-ben „Granaszto” néven említik először a lublói vár uradalmának részeként. 1412-től 1772-ig zálogként Lengyelországhoz tartozott.
A 18. század végén Vályi András így ír róla: „GRANASTOV. Német, és tót elegyes Város a’ 16 Szepességi Városok közzűl, földes Ura a’ Királyi Kamara, lakosai katolikusok, fekszik Pilchovhoz nem meszsze, határja közép termékenységű, ’s felső Krompakhoz majd mindenekben hasonlító, harmadik Osztálybéli.”
1828-ban 71 ház volt a faluban 519 lakossal. Lakói főként mezőgazdasággal, állattartással, drótozással  foglalkoztak.
Fényes Elek 1851-ben kiadott geográfiai szótárában így ír a faluról: „Granasztó, német és tót falu, Szepes vmegyében, a lublyói völgyben, ut. p. Lublyó. Földje kopár s kő annyira, hogy zabot és burgonyát kivéve, majd mit sem terem. Urbéri telek 6 2/8, ezenkivül majorsági föld egy kis erdőn kivül, nincs. Lakja 306, u. m. 190 római, 116 görög kath., római kath. fióktemplommal, mellyet a görögök is használnak. Birja Cornides Károly.”
A trianoni diktátum előtt Szepes vármegye Ólublói járásához tartozott.
1944-ben határában partizánharcok folytak.

## Népessége
| Év:            | 1994. | 2004.    | 2014.    | 2024.   |
| -------------- | ----- | -------- | -------- | ------- |
| Emberek száma: | 255   | 219      | 187      | 177     |
| Eltérés:       |       | -14,11 % | -14,61 % | -5,34 % |

| Év:            | 2023. | 2024.   |
| -------------- | ----- | ------- |
| Emberek száma: | 179   | 177     |
| Eltérés:       |       | -1,11 % |

1910-ben 429, túlnyomórészt szlovák lakosa volt.
2001-ben 231 lakosából 230 szlovák volt.
2011-ben 195 lakosából 190 szlovák.

## Nevezetességei
A szeplőtelen fogantatás tiszteletére szentelt görögkatolikus temploma 1785-ben épült, a 19. század második felében megújították. A templomban az ikonokon kívül Ólublóról idehozott más vallási jelképek is láthatók, mivel a templom a római katolikus istentiszteleteknek is otthont ad. Főoltára 1670 körül, Szent Miklós oltára 1660 körül készült, Szent Kereszt oltára is 17. századi munka, de rajtuk több 14. századi és 15. századi szobor látható.